# Kàmenka (Penza)
Kàmenka - Каменка (rus) - és una ciutat de l'óblast de Penza, a Rússia. Es troba a la vora del riu Atmis, un afluent de l'Okà, a 64 km al nord-oest de Penza.